# The Script (álbum)
The Script é o álbum de estreia do grupo de rock irlandês The Script, lançado em agosto de 2008 no Reino Unido e no mês seguinte no restante da Europa.

## Faixas
| CD             |                              |         |  |
| N.º            | Título                       | Duração |  |
| 1.             | "We Cry"                     | 3:45    |  |
| 2.             | "Before the Worst"           | 3:23    |  |
| 3.             | "Talk You Down"              | 3:51    |  |
| 4.             | "The Man Who Can't Be Moved" | 4:02    |  |
| 5.             | "Breakeven"                  | 4:21    |  |
| 6.             | "Rusty Halo"                 | 3:35    |  |
| 7.             | "The End Where I Begin"      | 3:34    |  |
| 8.             | "Fall for Anything"          | 4:33    |  |
| 9.             | "If You See Kay"             | 3:14    |  |
| 10.            | "I'm Yours"                  | 4:15    |  |
| Duração total: | Duração total:               | 38:23   |  |

## Paradas musicais
| Paradas (2008)                         | Melhor posição |
| -------------------------------------- | -------------- |
| Irlanda (Irish Albums Chart)           | 1              |
| Alemanha (Media Control)               | 32             |
| Austrália (ARIA Charts)                | 9              |
| Dinamarca (Tracklisten)                | 15             |
| Itália (FIMI)                          | 38             |
| Japão (Oricon)                         | 34             |
| Nova Zelândia (RIANZ)                  | 15             |
| Países Baixos (MegaCharts)             | 25             |
| Suécia (Sverigetopplistan)             | 6              |
| Suíça (Schweizer Hitparade)            | 16             |
| Reino Unido (UK Albums Chart)          | 1              |
| Estados Unidos (Billboard 200)         | 64             |
| Estados Unidos (Billboard Rock Albums) | 16             |

## Certificações
| País              | Certificação |
| ----------------- | ------------ |
| Irlanda (IRMA)    | 5× Platina   |
| Reino Unido (BPI) | 4× Platina   |
| Austrália (ARIA)  | Platina      |
| Europa (IFPI)     | Platina      |